# Islote Mbañe
Islote Mbañe är en ö i Ekvatorialguinea. Den ligger i den sydvästra delen av landet, 300 km söder om huvudstaden Malabo.